# نقل بالكابلات غرونوبل-الباستيل

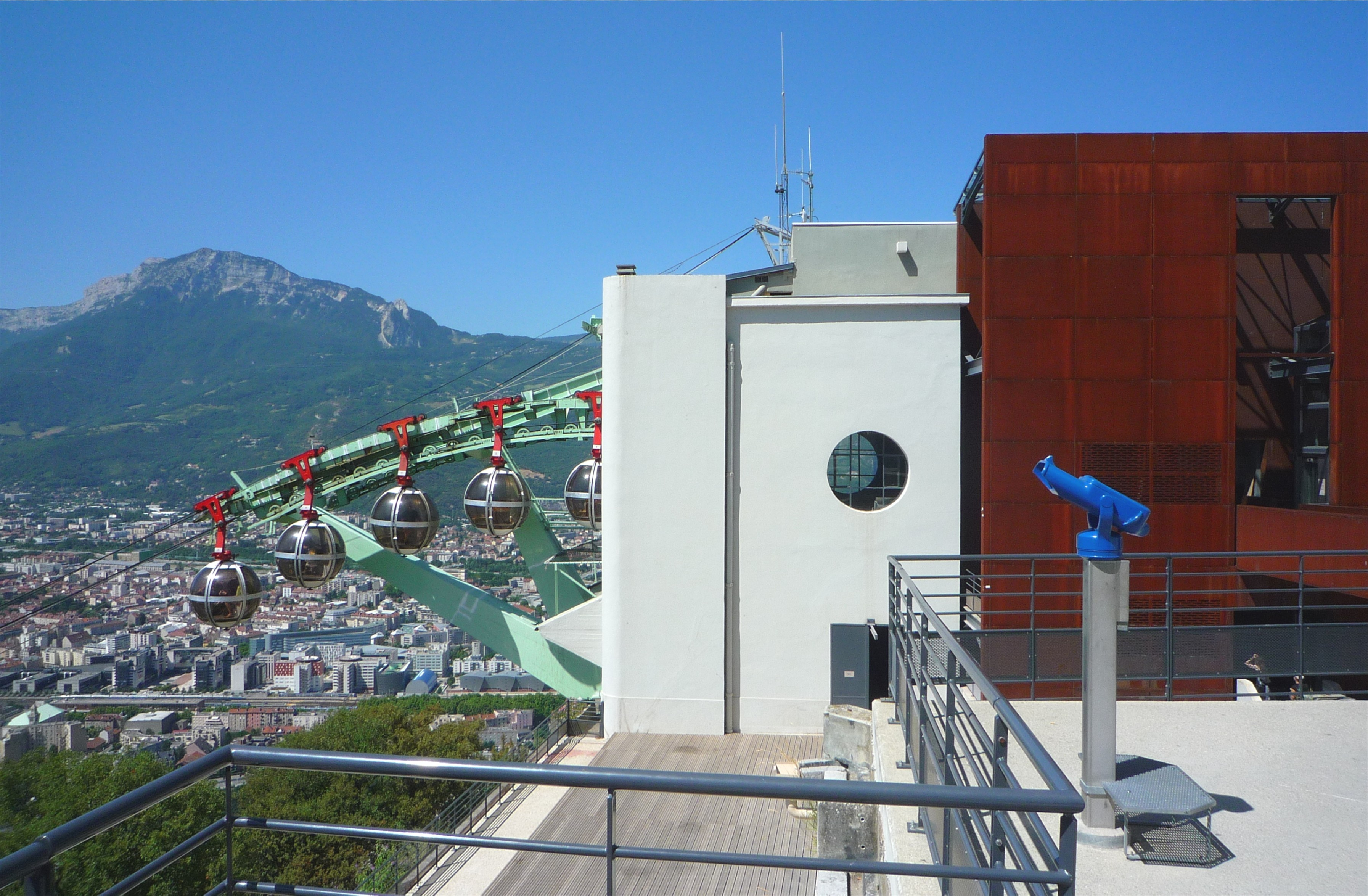
محطة الجبل.

نقل بالكابلات غرونوبل-الباستيل Téléphérique de Grenoble Bastille  هو خط نقل بالكابل المعلق يربط بين وسط مدينة غرونوبل الفرنسية بقلعة الباستيل على أحد الجبال المحيطة. بنيت القلعة خلال النصف الأول من القرن التاسع عشر. ومنها يمكن مشاهدة المدينة من أعلى الجبل وكذلك الاستمتاع بمشاهدة الجبال منطقة فيركور وحتى قمة مونت بلانك.

## تاريخه

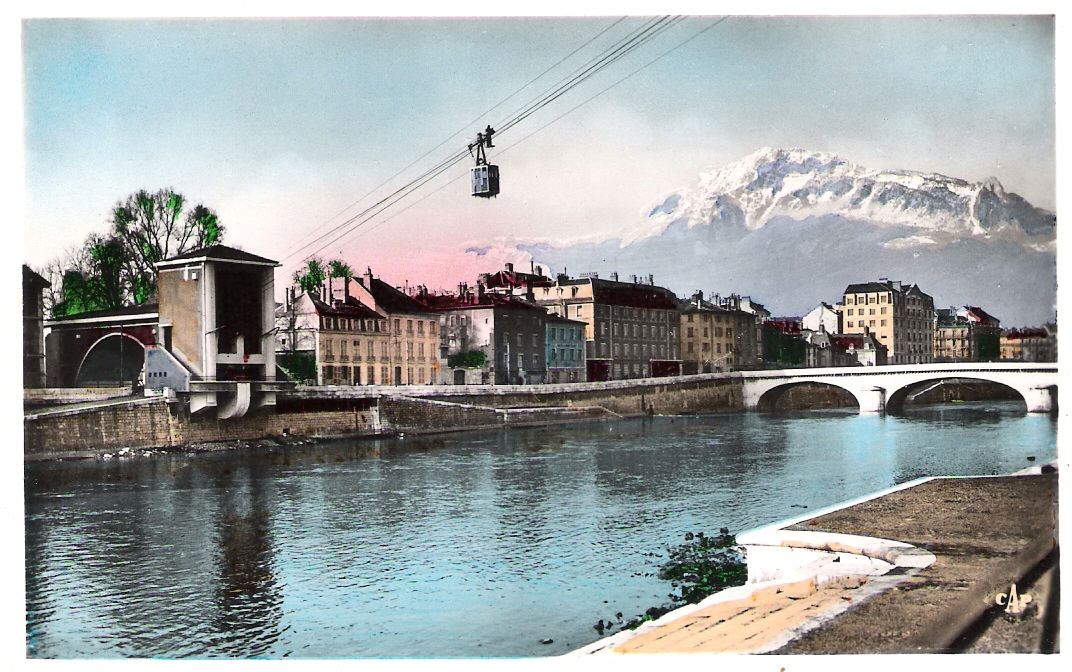
نقل بالكابلات ، غرونوبل في عام 1934.

افتتح خط نقل بالكابلات غرونوبل في 29 سبتمبر 1934، وكان أو خط نقل بالكابلات في مدينة في العالم. (افتتح قبلها نقل بالكابلات في الأعوام 1913/1912 في ريو دي جانيرو بين قمة سكرهوت إلى جبل خارج المدينة صعب الوصول إليه.) قامت بإنشاء نقل بالكابلات غرونوبل شركة أدولف بليشرت وشركائها، حيث قامت بإنشاء خط الكابل؛ كما قامت شركة «نيريتظبيلير إت بارا» ببناء التشييدات الفولاذية، وقامت شركة «مليات» بالإنشاءات الخرسانية.
وكانت المحطة السفلى أنذاك تقع على شاطيء نهر إيزير، كما كان يوصل إلى رصيف ستيفان جاي الواقع خلفه. وكان نظام الخط مبنيا على نظام الخطين ذهابا وإيابا الذي ابتكره بليشرت-تسوغ، وكان يستخدم كابينات ذات 12 ضلعا تأخذ 15 راكبا - وكانت الكابينة زرقاء اللون.
احتوت المحطة السفلى علي آلة التحريك وعناصر التثبيت للكابلين. وكانت في محطة الجبل كتل ثقيلة لشد خط الكابلات الحامل وكابل السحب. وكما هو الحال اليوم كان الخط يستند على عمود حامل يصل ارتفاعه 23 متر في المنطقة العليا من المسار.

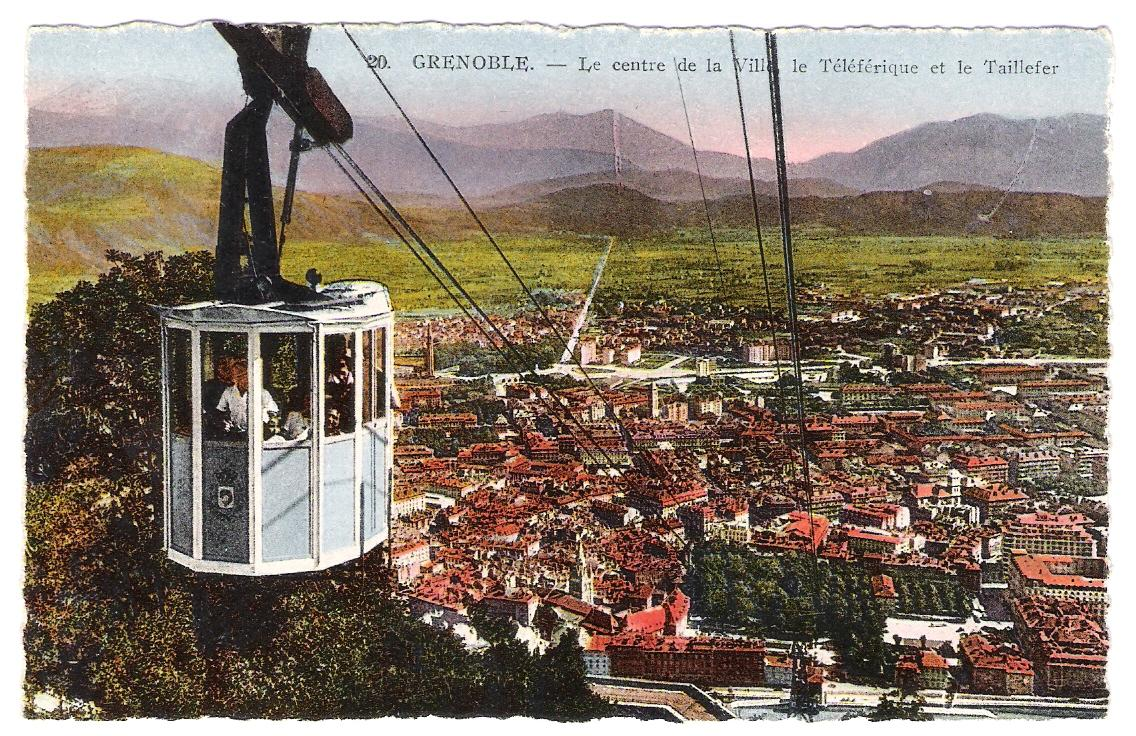
كابينة 1934 - 1951

## صور

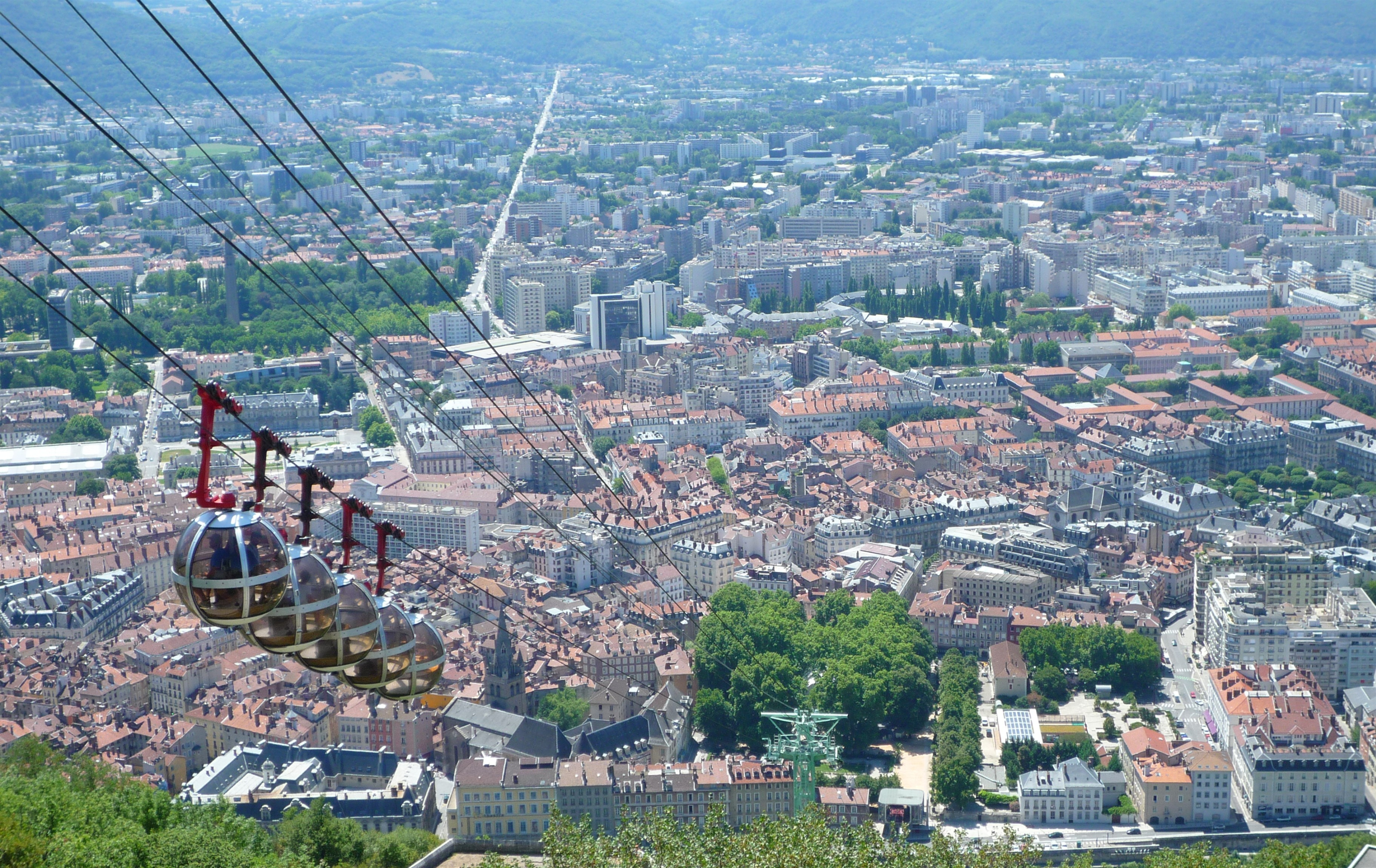
تليفريك غرونوبل اليوم
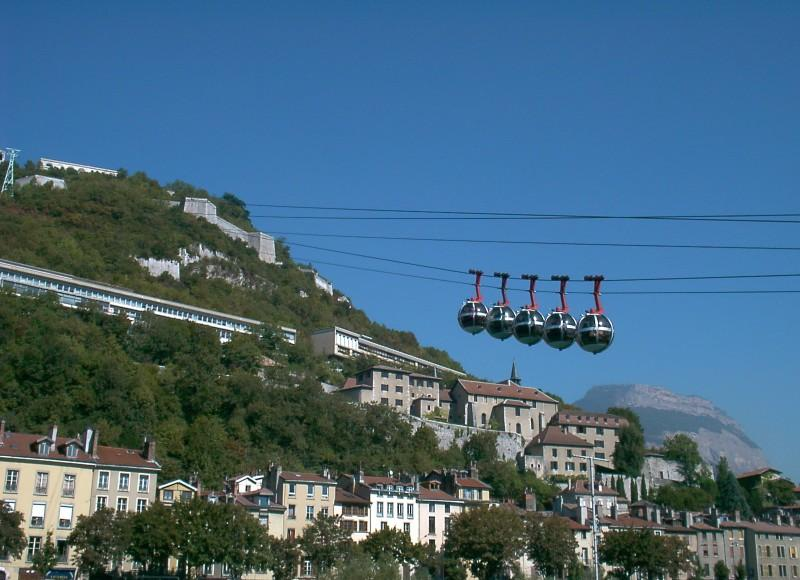
التلفريك إلى الباستيل[
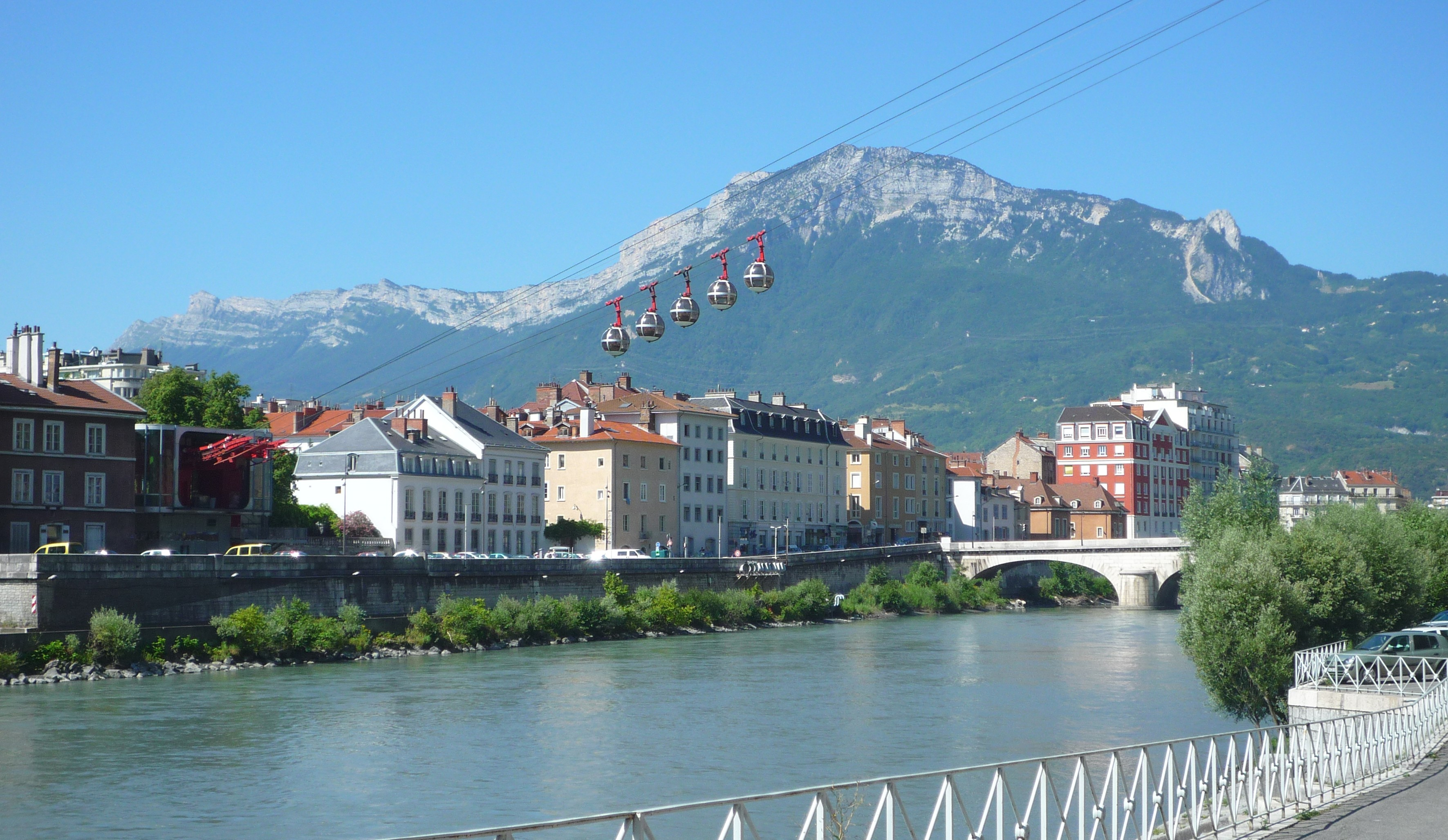
المحطة السفلى حاليا

## صور بانورامية
يرى في المقدمة نهر إيزير وخلفه نهر دراك. الشارع الطويل المستقيم طوله 8 كيلومتر ويسمى «كور جين جاوري» وينتهي عند ميدان كبير. وتظهر في الخلفية مرتفعال «فيركور» وأمام نهر الإيزير تظهر جبال «شارتروز».

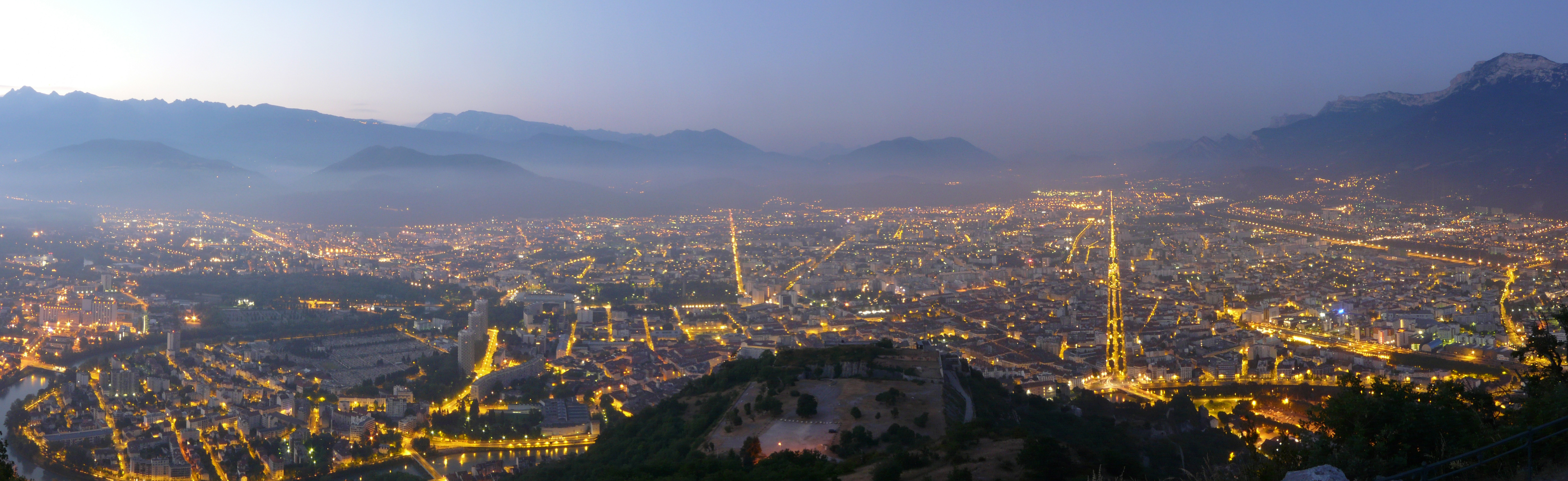

## وصلات خارجية
- Official website (بالإنجليزية)